# ランナバウト (ゲーム)
『ランナバウト』 (RUNABOUT) は、1997年5月23日にクライマックスが開発し、やのまんから発売されたPlayStationソフトのタイトル。および、その続編シリーズである。

## 概要
ジャンルは、ドライブアクションゲーム。プレイヤーは非合法の「運び屋」として、箱庭のように作られた街の中で与えられた目的を遂行する。街の中のオブジェは、他の車両から看板、建物の窓、駅の改札、鳥居、果ては電車まで何でも車で破壊が可能で、それぞれに金額が設定されており被害総額が計算される。一般人も多数居るが、プレイヤーが近づくと逃げ出し、GTAシリーズのような傷害・殺人は起こらない。他の大きな特徴は、プレイヤーが使用できる車種が多彩な事で、レースゲームに登場するようなスポーツカーを始めとして、バス、バイク、路面清掃車、戦車などが使用できる。
シリーズのBGMは、『ランナバウト2』を除きザ・サーフコースターズが担当している。

## ランナバウト
内藤寬が製作・指揮。暴走アクションカーゲームの一作目。遺跡から発掘された棺を開ける3つの鍵を探して街中を走る。プレイヤーはスポーツカーやダンプカー、スクーターまで幅広い車種からマイカーを選択する。ステージは、中華街、ビーチ、夜の街の3種類。後に廉価版も発売された。

### システム
各ミッションで指定された条件をクリアする事が目的だが、レースゲームのような決まったコースで一目散にゴールを目指すのではなく、プレイヤー自身が最良のルートを見つけ出し時間内に条件を満たす事が基本となっている。走行可能な道が道路だけと思っているとクリア条件の達成は厳しく、浜辺やホテル、進入禁止路に突入したり、地下鉄路線を走る、小型車なら通れる狭い路地を使うなど新しい「道」を発見していくことが重要となる。アイテムを取るためには、アイテムの入ったオブジェクトにマイカーを体当たりさせる。ガソリンスタンドの前に停まると、自動的に給油される。また、時間制限を過ぎたとしてもゲームオーバーにはならず、そのまま走り続けることができる。そのため、ステージを探索したり、あらゆる物を破壊して走りまわるなどクリアを目的にしない遊び方もできる。
自車には車種によって異なる耐久力が設定してあり、ある一定のダメージが蓄積されると走行不可能になりゲームオーバーとなる。また、燃料切れ、海やプールに沈没してもゲームオーバーになる。制限時間を過ぎると、ミッションは失敗となるがゲームオーバーにはならない。車種は「クリアする」「○分以内にクリアする」「総破壊金額を○ドル以上（または以下）でクリアする」「特定の場所を破壊する」などで増えていく。物には値段が設定されており壊すことで被害額として表示される。

### ステージ
最初はDOWN TOWNとSEA SIDEの2つだが、両方をクリアすることでMETRO CITYのステージが選べるようになる。ミッションとなるステージは3つだが、別に自車セッティングのテスト用のコースも用意されている。
- DOWN TOWN（チャイナタウン-郊外） - 障害となるゲートを爆破するため、チャイナタウンに点在する起爆リモコン用電池を5個回収し、「ヒスイの像」を目的地まで運ぶ。
- SEA SIDE（浜辺-高速道路） - リムジンから「黄金の翼」を強奪し、警察の検問を突破する。
- METRO CITY（夜の都市） - 石像から「白銀の杖」を発見後、電話ボックスから迎えのヘリに連絡をとり、ヘリと合流する。

### 車種
プレイヤーの使用できる22車種。それぞれの車は実車と変わらない挙動を再現している。
- RAM
- 320
- MIN
- VES
- SIR
- NSR
- GTR
- BUS
- DAM
- LIM
- FD7
- GT1
- TAC
- GTS
- ELS
- 360
- TRD
- RSP
- 19A
- PLC
- TNK
- DSH

使える車を増やすには、ミッションをクリアするなどの条件を満たす必要がある。条件を１つクリアするごとに、使える車は数台ずつ増えていく。また、指定された順番通りに条件をクリアすれば全ての車がコンプリートできるものではなく、車を獲得する条件を探すことも必要となる。

### 出演
- SEA SIDE ステージの看板の女性 - 小森まなみ

### 主題歌
エンディングテーマ「Endless Brightness」
- 作詞：高橋里華
- 作曲：中シゲヲ
- 歌：高橋里華

## ランナバウト2
ランナバウトの続編。1999年11月18日にクライマックスより発売。企画：クライマックス、開発：グラフィックリサーチ。
ステージ数や使用可能車種が増加し、車の挙動もよりリアルになった。前作のシステムに加え、ミッションによる乗り換えなどの要素が追加され、ストーリー性が強くなっている。ステージは、ハワイ（ワイキキ）、イタリア（ローマ）、日本（渋谷・巣鴨）、エジプト（ギザ）、アメリカ（ラスベガス）をモチーフにしており、前作の主人公が敵として妨害してくるなど、前作との繋がりも匂わせている。
2000年にメディアリングから「普及版プレイステーション1500円シリーズ」として廉価版が発売された。

### システム
基本的に前作との大きな違いは無いが、コース自体は若干コンパクトになっており、分岐点や隠し通路などは少ない。ミッション内容は「尾行する」「写真を撮る」など変わったものも存在する。マルチエンディングを採用しており、あるミッションで失敗してもそのままストーリーが進み、別のミッションが新しく選択可能となる場合がある。そのため、クリアした過去のミッションを選ぶことはできず、一度エンディングまで進める必要がある。また、ミッションによっては一部車種以外は選択不可になる。
ミッションクリア毎にメールが届き、依頼人からくるメールを見つつゲームを進められる。この「メール」にもイベントがあり、ある特定のミッションをクリアするとそのミッションのクリア状況によってメールの依頼人や人が変化していく。
特定のオブジェクトを壊すことでチューニングアイテムが発見でき、そのままクリアすることで入手できる。アイテムは、窓で揺れるマスコットや声優が喋るカーナビのようにゲーム本筋と関連無いものから、車両に加速を与えるニトロのようなものまで様々。装備しても特に画面上では効果がなく、雰囲気を楽しむ程度のものが大半ではあるが、ロケットパンチなど攻撃が可能になるアイテムも存在する。

### 車種
プレイヤーの使用できる車種
- C/K 1500
- A156
- REVU
- REVU （キャンバストップ仕様）
- CAB
- CAB (ソバ配達仕様）
- ROAD
- NSR
- BEZ・V
- MIUR
- のうこう弐号
- のうこう参号H6
- FIRE
- HALEY
- HALEYII
- Y800
- Y800GT-1
- F500
- F500 LUPIN - 『ルパン三世 カリオストロの城』に登場するフィアット・500がモチーフ[要出典]
- CORV74
- CB427
- FERA250
- WRC
- N390
- N390 ROAD
- K・PAT -『逮捕しちゃうぞ』のミニパトがモデル[要出典]
- ラーメン號
- M・CARRY
- DRAG
- G・TANK -『 ガンヘッド』がモチーフ[要出典]。同作に関連したリネームを行うことで仕様が変化する裏技がある。
- PANDA

### 声の出演
キャラクターに声優は起用されておらず、主にモブキャラクターやボイスナビなどに当てられている。
- マイク・ロジャース
- 北川かおり
- 久保さゆり
- 豊嶋真千子
- 小森まなみ
- 高橋直純
- 内藤寬

### 主題歌
エンディングテーマ「RUNABOUTな夜だから」
- 作詞：Debbger 翔 Roommate With NAO
- 作曲：NAO
- 編曲：池間史規
- 歌：内藤寬 高橋直純

## スーパーランナバウト
機種をドリームキャストへ移行。2000年5月25日にセガより発売。内容は、暴走借金親子と警察官の物語を描いている。舞台はサンフランシスコを再現し、観光名所も数多く収録されている。また、本作から難易度設定が追加された。全30種類以上の車が登場し、細かいカスタマイズやフリーランも可能。レース形式で純粋にドライブテクを競うこともできる。
本作を開発したスタッフは、その後BUNKASHA GAMESに移動し、Xbox版『ダブルスティール』シリーズを開発した。

### システム
「さびれた自動車工場を営業しながら裏の運び屋をする父親のもとへ手伝いに来る娘」という親子編と、「捜査課転属という夢の為に親子の逮捕を目指すコンビ」という警察編のシナリオに分かれている。
シナリオはどちらからでも選択可能で、シナリオ途中でも変更できるが、難易度は変更できない。
ストーリー性は強くなく、各シナリオ選択後にデモシーンがあるだけで後はミッション開始時の説明文のみで展開していく。
親子編と警察編のシナリオ間で車種を共有することはできないが、共通して入手できる車種もある。また、難易度によっては入手できない車種もある。
基本的にサンフランシスコ市街が舞台となるが、空母や島内が舞台となる場合があり、特定のクリア条件を満たさないと出現しないミッションもある。
自車の耐久力のシステムが変更されており、画面上で通常ダメージメーターとして確認することができず、車体または各タイヤ部分にダメージがたまると警告メッセージとダメージ箇所が表示される。車体自体は無事でもタイヤ部分が一ヶ所でも壊れると走行不可となってゲームオーバーとなる。

### シナリオ
暴走親子編
さびれた自動車工場を立て直すため、運び屋稼業を始めたおやじとその娘、シャーリー。警察に追われながらも、依頼を遂行して借金の返済を目指す。
警察編
捜査課転属をかけて闘う交通課のバンドムとラッドマン。ふたりは憧れの捜査課を目指して、サンフランシスコを騒がす暴走親子の逮捕に乗り出す。

### ミニゲーム
ゲーム中に条件を満たす事により、ビジュアルメモリ用のミニゲームもプレイ可能となっている。
- THE EDITORS
  - 簡易ペイントツール「CLIMAX EDITOR」とゲーム中の特定キャラクターの名前を変更する「NAME EDITOR」がある。
- RUNA BOUT
  - 爆弾を回収し、ゴミ箱に捨てていくレースゲーム。

### 車種
親子編
- 256gt
- A-C160
- PUMP
- Ves
- RAM
- F500
- SGX-11
- BUS
- Tyr
- F891
- NSR
- p405
- HAM
- TANK
- RSP
- PIGGIE

警察編
- CHP1000
- SiR
- AST
- PATROL
- 345GT
- LIM
- tac
- AMB
- 4WB
- CHV
- COMBOI
- BIM
- RAM
- HAM
- TANK
- BUS

## スーパーランナバウト サンフランシスコエディション
スーパーランナバウトのバージョンアップ&廉価版。2001年6月21日にセガより発売。
アメリカで発売されていたバージョンであり、操作性・コリジョン（当たり判定）などに変更が入っている。『スーパーランナバウト』からのセーブデータの引き継ぎはできない。

### 車種
登場車種は同じだが、一部車名・車体カラー、挙動や性能表示単位などが変更されている。
親子編
- 466gt
- PUMP
- MPED
- SST
- IMC
- SGX-11
- BUS
- F1-6
- F1-X
- XSR
- ES-GT
- ATV
- TANK
- RSP
- PIGGIE

警察編
- CHP1000
- SiR
- MVAN
- PATROL
- 533GT
- LIM
- tac
- AMB
- 4WB
- CVH
- COMBOI
- BIM
- SST
- ATV
- TANK
- BUS

## ランナバウト3 ネオエイジ
本作は、ニューヨークのマンハッタンが舞台。機種をPS系に戻し、PS2でのリリース。2002年5月23日、イースリースタッフより発売。今までのリアル挙動とは違い、初心者でも簡単に操作できるようになっている。さらに、ミッション以外でも自由に走行が可能。ミッション数は10ミッションのみ。車種は全20台。のちに廉価版として「SIMPLE 2000 爆走!マンハッタン ～RUNABOUT3 neoAGE～」として発売された。

### 車種
プレイヤーの使用できる車種
- MUS-500
- MIT-TRP
- MIN-MSX
- TRK-DAK
- BUS-NYT
- TNK-MKV
- KAN-NSR
- OLD-A40
- SPO-FER
- FRE-ENG
- CAB-CWN
- MON-RAM
- CRT-KGR
- POL-BRO
- LIM-LIC
- WRK-ROD
- RLY-ESC
- SP1-BOW
- SP2-KKU
- SUB-CHA
- 代車SUB-CHA

## ランナバウト3D ドライブ:インポッシブル
前作から約10年ぶりの新作。機種はニンテンドー3DS。シリーズ初の携帯機でのリリースとなる。基本システムは『ランナバウト3』に近い。BGMは過去作のものに加え、ザ・サーフコースターズによる映画音楽のアレンジ演奏を収録している。発売元であったロケットカンパニーの解散に伴い、2016年7月以降は吸収合併先のイマジニアがソフトウェアの権利を保有。公式サイトもそちらへ移動している。

### ストーリー
元スパイである主人公は、あるスパイ組織より依頼を受ける。
依頼をこなしていくうちにそれが「スパイカー」を使用するのに必要な車両であることがわかり、スパイ組織に命を狙われることとなる。

### 車種
プレイヤーの使用できる車種
- GAM 1500 - モデルはダッジ・ダコタもしくはダッジ・ラム。『3』では「TRK-DAK」という名称で登場。
- PATROL 1 - 『3』では「POL-BRO」という名称で登場。
- VEEPA 400
- SCOOTER
- DODGEN 500 - 『3』では「MUS-500」という名称で登場。
- HONJO NR288 - 開発者の愛車であり、全シリーズを通して登場。
- F1 BLUEROD
- H-DAVID
- LINE BUS
- PINKS '59
- SPY CAR
- POWER FOOT - 『3』では「MON-RAM」という名称で登場。
- BULLDOZER
- TANK 10
- STANDCYCLE

### 舞台
- 円宿

新宿をモデルとした街。地下ロータリーや地下街、大きな公園などが存在し、いずれも新宿を彷彿とさせる。
- 円宿線道

首都高と思われる高速道路。円宿―古都を結び、古都からはオーロラブリッジ、海王シティへとアクセスできる。
- 古都

京都のような古い建物が立ち並ぶ都市。清水寺と思われる建物、雷門のような門、大きな桜が印象的な公園などが存在。
- オーロラブリッジ

数キロにもおよぶ大きな橋。橋というよりかは高速の一部のような雰囲気。
古都―海王シティを結ぶ。
- 海王シティ

中華街のような雰囲気。トロッコ電車が走っているほか、博覧会が行われているなどそれなりに大きい都市。
日本の横浜がモデルと推定される（車線は左側通行）が、走っている車両は何故かアメリカの車両。
- オアシスシティ

アメリカのラスベガスのような都市。カジノが立ち並び、大使館、エアプレーンセンター、大きな浜辺など、観光地のようだ。
エアプレーンセンターや大きな浜辺など、ステージ自体は『ランナバウト2』の最初のコースをリメイクしたように見える。
走行しているパトカーにはHVと表記。
- ショアシティ

フランスのパリのような都市。エッフェル塔が象徴的でコロッセオのような場所も確認できる。正式な名前は不明だが、ステージ5のゴールとなる港はステージ1などで登場するオアシスシティを抜けた海岸線なので、このあたり一帯（エアプレーンセンター辺りまで）はこの都市に含まれる可能性もある。